# Отапање владара
Отапање владара је предстојећи црногорски филм из 2025. године у режији и по сценарију Ивана Салатића.
Филм ће имати светску премијеру на филмском фестивалу у Ротердаму, у оквиру главне такмичарске селекције.

## Радња
Радња овог филма прати песника и господара Брда – Морлака. Смртно болестан, он одлази на пут у потрази за леком.
На том путовању ка југу Медитерана прати га његов верни слуга Ђуко. Разапет између дужности и чежње за домовином, Ђуко се суочава с господаревом судбином, борећи се с љубомором, носталгијом и осећајем неизбежне пропасти...

## Улоге
| Глумац             | Улога |
| ------------------ | ----- |
| Марко Погачар      |       |
| Лука Петроне       |       |
| Вања Матић         |       |
| Владимир Милошевић |       |
| Игор Божанић       |       |
| Теа Љубешић        |       |
| Јаков Зовко        |       |